# Nagdlunguaq-48

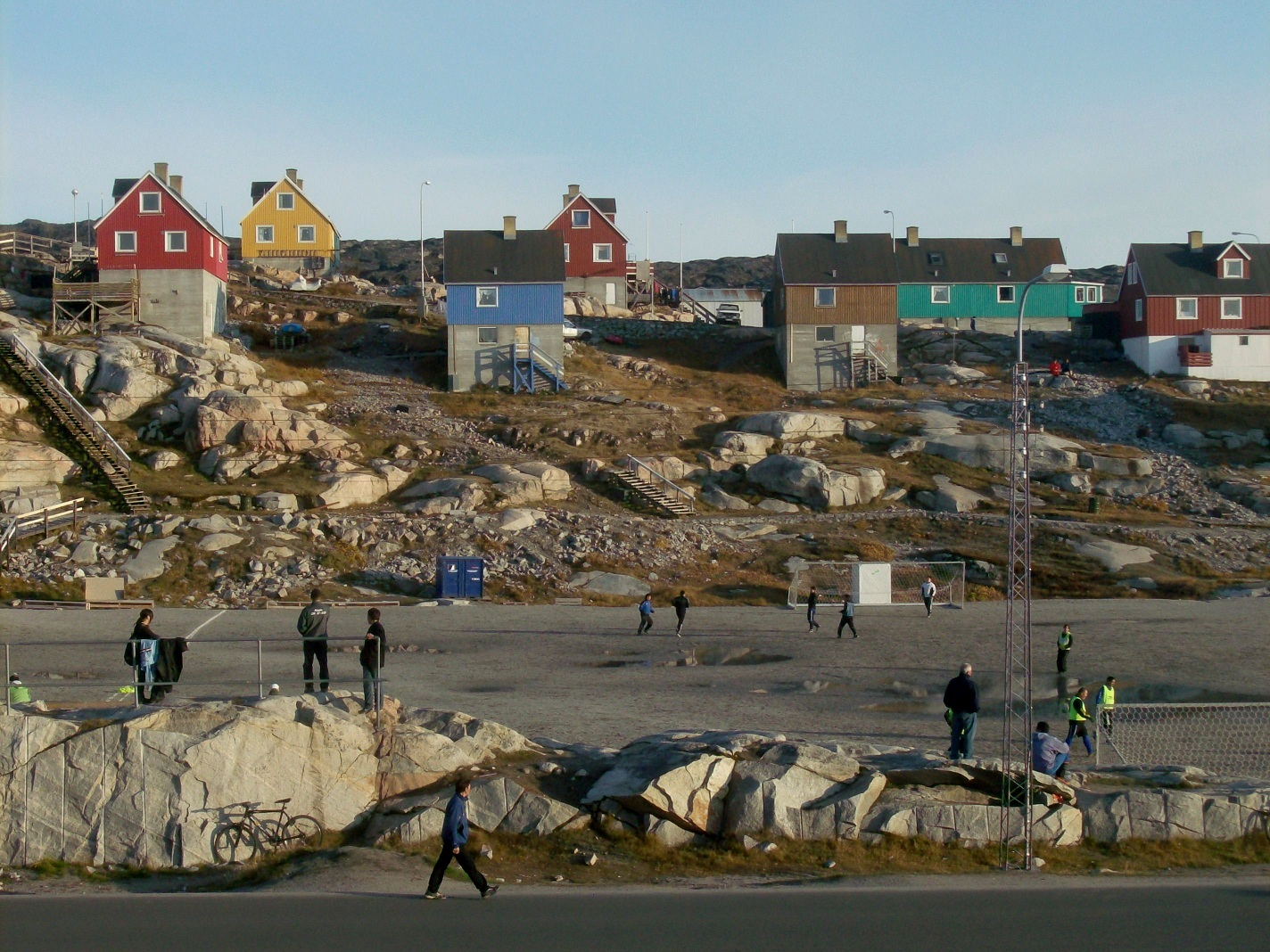
Campo de fútbol de braca en Ilulissat

Nagdlunguaq-48 es un club deportivo de Groenlandia (Dinamarca) fundado en 1948 en Ilulissat. Sin embargo, todas las ligas son jugadas en el estadio nacional de Nuuk. N-48 ha sido campeón nacional de fútbol diez veces. En el 2007 ganaron en la final a Kugsak-45 por 2-0.

## Palmarés
- Coca Cola GM: 12

1977, 1978, 1980, 1982, 1983, 1984, 2000, 2001, 2006, 2007, 2019, 2022.
| Temporadas | Clasificación  |
| 1989       | 4              |
| 1990       | no clasificado |
| 1991       | no clasificado |
| 1992       | desconocido    |
| 1993       | desconocido    |
| 1994       | desconocido    |
| 1995       | 5              |
| 1996       | desconocido    |
| 1997       | desconocido    |
| 1998       | desconocido    |
| 1999       | 7              |
| 2000       | 1              |
| 2001       | 1              |
| 2002       | 3              |
| 2003       | desconocido    |
| 2004       | desconocido    |
| 2005       | 2              |
| 2006       | 1              |
| 2007       | 1              |

## Balonmano
Campeonatos:1 (2005)